# Mieczysław Wierzejski
Mieczysław Wierzejski (ur. 16 lutego?/28 lutego 1892 w Derebczynie, poległ 8 czerwca 1920 pod Głębokiem) – polski działacz niepodległościowy, podporucznik piechoty Armii Imperium Rosyjskiego i porucznik piechoty Wojska Polskiego, kawaler Orderu Virtuti Militari.

## Życiorys
Urodził się 28 lutego 1892 r. w Derebczynie w powiecie jampolskim na Podolu jako syn Hipolita i Marii z Wierzchowskich. Wychowano go w duchu patriotycznym, w jego rodzinie byli uczestnicy powstania styczniowego. Pozostawał pod silnym wpływem starszego brata Witolda Kazimierza Wierzejskiego, znanego działacza niepodległościowego i akademickiego w Kijowie. Kształcił się w III Gimnazjum Klasycznym w Kijowie, z którego został usunięty z „wilczym biletem” za konspiracyjną działalność w polskiej organizacji uczniowskiej. Pomimo zdanych egzaminów trzykrotne próby uzyskania świadectwa maturalnego nie przyniosły skutku. Rosyjskie władze oświatowe odmawiały mu jego wydania. Podjął pracę w Oddziale Kijowskim Warszawskiego Towarzystwa Asekuracyjnego.
Wstąpił do Związku Walki Czynnej i organizował werbunek do Związku Strzeleckiego oraz prowadził działania w celu zdobycia środków na zakup broni i podręczników wojskowych. W 1915 r. wcielono go do armii rosyjskiej. Został skierowany do Aleksandrowskiej Szkoły Wojskowej w Moskwie. Po ukończeniu skróconego kursu wojennego służył m.in. w 124 Woroneskim pułku piechoty, 676 Zieńkowskim pułku piechoty oraz w sztabie 20 Korpusu Piechoty. W lipcu 1917 r. wstąpił do I Korpusu Polskiego w Rosji, zaangażował się w organizację 1 pułku strzelców i czasowo pełnił obowiązki dowódcy kompanii. Uczestniczył w ciężkich walkach z bolszewikami pod Toszczycą i Rohaczewem. Gen. Józef Dowbor-Muśnicki oceniał go jako spokojnego i sumiennego oficera oraz dobrego organizatora. Wierzejski współdziałał z pułkownikiem Leopoldem Lisem-Kulą w celu ratowania korpusu od likwidacji. Po jego rozwiązaniu w 1918 r. udał się do Kijowa. Polska Organizacja Wojskowa skierowała go stamtąd do Warszawy, gdzie brał udział w rozbrajaniu garnizonu niemieckiego.
W grudniu 1918 r. zaciągnął się do 21 pułku piechoty „Dzieci Warszawy”, ukończył kurs karabinów maszynowych w Jabłonnie i jako dowódca 3 kompanii karabinów maszynowych uczestniczył w szlaku bojowym pułku. Poległ w dniu 8 czerwca 1920 r. w okolicach wsi Markowo i Protasy Jakóbieńskie, prowadząc natarcie w kierunku rzeki Auty. Pochowano go 10 czerwca 1920 r. na cmentarzu w pobliskim Głębokiem.

## Odznaczenia
- Krzyż Srebrny Orderu Wojskowego Virtuti Militari (1921)[6]
- Krzyż Niepodległości (1934)[7]
- Krzyż Walecznych[potrzebny przypis]